# 啼笑因緣

华夏出版社2008年8月重印版本封面

《啼笑因緣》是張恨水的一部长篇小說，共22回，初版在1930年12月由上海三友書社發行，故事講述1920年代的北京，軍閥割據的時代，一個青年人與一位歌女之間的故事。
啼笑因缘后被多次拍成电影和电视剧。因缘是來自佛教術語，意指一切事情生成所依賴的各種主要和次要條件，但「啼笑因缘」仍经常被误写为「啼笑姻缘」。

## 主要人物
- 樊家树
- 沈凤喜

## 其他

### 影视作品
啼笑因緣曾被多次拍成電視及電視劇。1932年拍摄電影《啼笑因緣》（页面存档备份，存于）。1950-60年代曾先後被多次拍成電影，當中包括1957年出品由張瑛及梅綺主演的《啼笑姻緣》和1964年香港電影《新啼笑姻緣》。
1975年香港邵氏電影《新啼笑因緣》，由宗華、井莉、馮粹帆、李菁、陳觀泰、施思主演。
電視劇方面，1974年香港無綫電視《啼笑因緣》首度開拍，成為當年的經典。於1974年3月11日晚上七時正在翡翠台首播，共25集，每集半小時。該劇編導王天林，監製鍾景輝，演員有陳振華、李司棋、歐嘉慧等，主題曲由顧嘉煇作曲，葉紹德填詞，仙杜拉主唱，該劇主題曲更開始興起粵語流行曲的熱潮。
1987年，香港亞洲電視亦曾開拍電視劇《啼笑因緣》，成為第二個版本。亞洲電視版本在1987年6月22日晚上九時半在當時的黃金台，後改稱本港台播出。共25集，每集1小時，監製李艷芳，演員有劉松仁、米雪、苗可秀等。
1989年，台灣台視亦開拍電視劇《新啼笑因緣》，演員有馮寶寶、湯鎮業、谷峰等。
安徽电视台在20世纪90年代拍摄黄梅戏电视剧《啼笑姻缘》，并在安徽卫视播出。
2004年中國中央電視台又播映了第三代的啼笑姻緣電視劇《啼笑因緣》，由胡兵、袁立主演。

### 越剧剧目

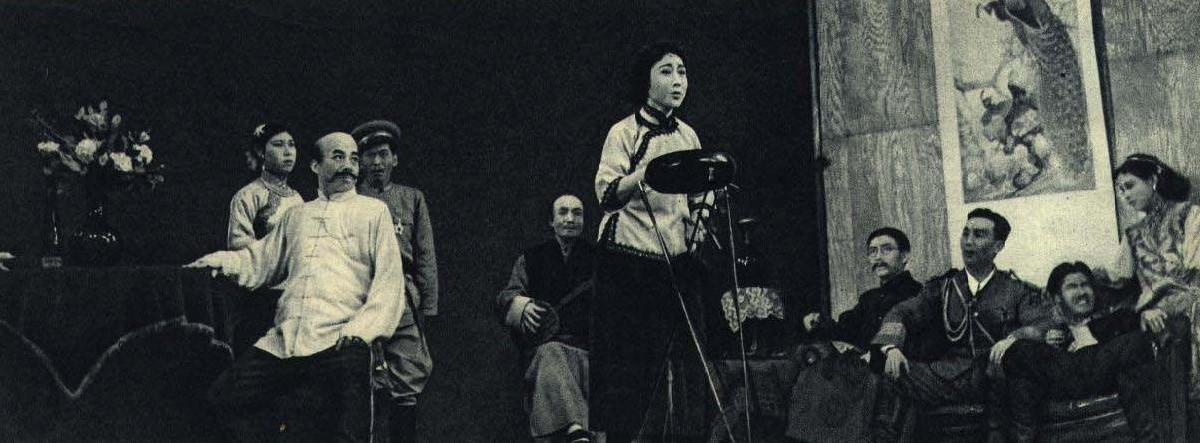
1962年 曲剧 啼笑因缘

越剧剧目，是一出根据张恨水的同名小说改编的时装戏。
民国22年（1933年）7月3日至7日，越剧男班艺人李桂芳、吴素琴、裘凤仙（此人为男班名小生裘凤山之弟子）领衔的戏班，在上海福星戏院新排演了连台本戏《啼笑因缘》，当时为6本。
1941年6月11日，姚水娟饰沈凤喜，与李艳芳饰樊家树，在上海卡德戏院演出此剧，剧本由樊篱编写，共有3集，以沈凤喜为主线，一度引起轰动。
1956年，飞鸣越剧团演出此剧。原越剧男班的老艺人陈芎，将姚水娟的演出剧本重新整理改编成单本，由李蓉芳饰沈凤喜、陆锦娟（亦是男班名小生裘凤山之弟子）饰樊家树，在上海演出，盛况空前，“在越剧界除了四十年代姚水娟、李艳芳演出时那种盛况外，再无人可与伦比。”《啼笑》一剧亦成为陆锦娟的代表作。
1962年，飞鸣越剧团再度排演此剧。由团中编剧李惠康重新编写剧本，以樊家树经历为主，沈凤喜的遭遇作衬，着重描写樊对爱情的执着追求及其失落，表达对美好事物遭到摧残之痛惜。当时此剧导演为袁浩，作曲为潘伟异，舞美设计为陈必华。该剧在上海丽都剧场(该剧场后改名为贵州剧场)、解放剧场、群众剧场、光华剧场等处演出，满座4个多月，极受欢迎。
1981年9月，浙江温州市越剧团改演《啼笑因缘》，范派女小生王凤鸣饰樊家树，女老生李香琴饰沈父，深得戏剧界好评。
1983年，李惠康再次修订剧本，将此剧更名《樊家树与沈凤喜》。陆锦娟受邀至浙江舟山越剧团领衔主演。剧团在杭州、嘉兴、湖州等处巡回演出，盛况依然。1984年，宁夏越剧团也演出了此剧。
1993年7月9日，上海越剧院红楼剧团在上海人民大舞台重新排演此剧。剧本由编剧吴兆芬从方言话剧本中改编，张少祥任导演，钱惠丽饰樊家树，方亚芬饰沈凤喜，目前有此剧该版之VCD碟流通于世。

### 黄梅戏剧目
吴琼饰演。